# Heteropoda gyirongensis
Heteropoda gyirongensis är en spindelart som beskrevs av Hu och Li 1987. Heteropoda gyirongensis ingår i släktet Heteropoda och familjen jättekrabbspindlar. Inga underarter finns listade i Catalogue of Life.